# SOiL
Soil (meist SOiL geschrieben) ist eine US-amerikanische Metal-Band aus Chicago, Illinois, die 1997 gegründet wurde.

## Geschichte
Soil wurde 1997 gegründet und 1998 stand das Debütalbum El Chupacabra in den Läden. Dieses sowie der Nachfolger Throttle Junkies stieß jedoch noch nicht auf großes Interesse. Der internationale Durchbruch gelang erst mit dem dritten Album Scars, das 2001 veröffentlicht wurde. Soil verdiente sich in einer sehr langen Tour die Reputation, eine großartige Live-Band zu sein. 2009 wurde das Album Picture Perfect veröffentlicht. Soil zeichnet sich durch einen harten, aber auch emotionalen und melodischen Sound sowie durch die sehr vielseitige Stimme des Sängers Ryan McCombs aus. Dieser verließ die Band jedoch 2004. Sein Nachfolger aus New York, der ehemaligen Diesel Machine-Frontmann A. J. Cavalier, war vom 15. November 2004 bis zum 20. Juli 2012 der Sänger von Soil. 

„Ich denke, jeder war daran interessiert, was mit SOiL geschieht, doch ich kann sagen, SOiL sind immer noch SOiL. Einen Sänger auszuwechseln, ist ein sehr großer Schritt, doch ich finde, es war ein positives Ereignis. Die Fans reagierten super, als wir mit A.J. auf Tour waren, und wir merkten, dass uns so jemand gefehlt hatte. Er ist genau der Frontmann, den wir wollten, er beherrscht die harten wie die melodischen Vocals perfekt und harmoniert super mit Adams Backgroundgesang. Ryan, unser alter Sänger, hat nachgelassen und nicht mehr den Elan gehabt weiterzumachen. Diesen Schritt werden wir mit Sicherheit niemals bereuen.“

Ryan McCombs war ab 2005 Sänger bei Drowning Pool bis zu seiner Rückkehr zu SOiL im Oktober 2011. Am 11. November 2007 verließ Gitarrist Shaun Glass während der Aufnahmen für ein neues Album die Band. SOiL bleiben weiterhin zu viert und werden sich keinen Ersatz suchen. Am 20. Oktober 2009 veröffentlichte die Band ihr Album Picture Perfekt, das in Europa über AFM Records und im Rest der Welt über Bieler Bros Records vertrieben wurde. Es wurde von Johnny K (Disturbed, Staind) und Ulrich Wild (Deftones, Incubus) produziert und von Dave Fortman (Mudvayne, Evanescence) abgemischt.
Am 20. Juli 2012 wurde bekannt gegeben, dass Sänger A. J. Cavalier und Schlagzeuger Tom Schofield aus der Band ausgestiegen sind. Als Ersatz kamen kurzfristig Sänger Jordan Lee und Schlagzeuger Mike Tognino mit auf Tour. Nachdem sich McCombs der Band wieder angeschlossen hatte, ging SOiL mit Puddle of Mudd auf Co-Headliner-Tour durch Großbritannien. Außerdem haben SOiL mit dem ehemaligen Staind-Schlagzeuger Jon Wysocki auch einen Nachfolger am Schlagzeug gefunden.
2012 veröffentlichte die Band ihre erste Live-DVD Re-LIVE-ing the Scars. Das neue Album mit dem Titel Whole erschien am 20. August 2013. Anfang November 2014 erlitt Sänger Ryan McCombs einen Schlaganfall während des Schlafes. Am 26. August 2022 erschien das neue Album Play It Forward mit elf Songs.

## Diskografie

### Studioalben
| Jahr | Titel Musiklabel                     | Höchstplatzierung, Gesamtwochen, AuszeichnungChartplatzierungen (Jahr, Titel, Musiklabel, Platzierungen, Wochen, Auszeichnungen, Anmerkungen) | Höchstplatzierung, Gesamtwochen, AuszeichnungChartplatzierungen (Jahr, Titel, Musiklabel, Platzierungen, Wochen, Auszeichnungen, Anmerkungen) | Anmerkungen                                                     |
| Jahr | Titel Musiklabel                     | UK | US | Anmerkungen                                                     |
| ---- | ------------------------------------ | --- | --- | --------------------------------------------------------------- |
| 1997 | Throttle Junkies MIA Records         | — | — | Erstveröffentlichung: 18. Mai 1999 Wiederveröffentlichung: 2007 |
| 2001 | Scars J Records                      | UK150 Silber · (1 Wo.)UK | US193 (1 Wo.)US | Erstveröffentlichung: 11. September 2001 Verkäufe: + 60.000     |
| 2004 | Redefine J Records                   | UK93 (1 Wo.)UK | US78 (1 Wo.)US | Erstveröffentlichung: 23. März 2004                             |
| 2006 | True Self DRT                        | UK171 (1 Wo.)UK | — | Erstveröffentlichung: 2. Mai 2006                               |
| 2009 | Picture Perfect Bieler Bros. Records | — | — | Erstveröffentlichung: 20. Oktober 2009                          |
| 2013 | Whole Pavement Records               | — | US141 (1 Wo.)US | Erstveröffentlichung: 20. August 2013                           |
| 2022 | Play It Forward Cleopatra Records    | — | — | Erstveröffentlichung: 26. August 2022                           |

### Livealben
- 2012: Re-LIVE-ing the Scars

### EPs
- 1997: SOiL
- 1998: El Chupacabra

### Singles
| Jahr | Titel Album | Höchstplatzierung, Gesamtwochen, AuszeichnungChartplatzierungen (Jahr, Titel, Album, Platzierungen, Wochen, Auszeichnungen, Anmerkungen) | Höchstplatzierung, Gesamtwochen, AuszeichnungChartplatzierungen (Jahr, Titel, Album, Platzierungen, Wochen, Auszeichnungen, Anmerkungen) | Anmerkungen                |
| Jahr | Titel Album | UK | US | Anmerkungen                |
| ---- | ----------- | --- | --- | -------------------------- |
| 2002 | Halo Scars  | UK74 (1 Wo.)UK | — | Erstveröffentlichung: 2002 |
| 2004 | Redefine    | UK68 (1 Wo.)UK | — | Erstveröffentlichung: 2004 |

## Auszeichnungen für Musikverkäufe
Anmerkung: Auszeichnungen in Ländern aus den Charttabellen bzw. Chartboxen sind in ebendiesen zu finden.
| Land/RegionAuszeichnungen für Musikverkäufe (Land/Region, Auszeichnungen, Verkäufe, Quellen) | Silber  | Gold | Platin | Verkäufe | Quellen   |
| -------------------------------------------------------------------------------------------- | ------- | ---- | ------ | -------- | --------- |
| Vereinigtes Königreich (BPI)                                                                 | Silber1 | —    | —      | 60.000   | bpi.co.uk |
| Insgesamt                                                                                    | Silber1 | —    | —      |          |           |